# William Lawes

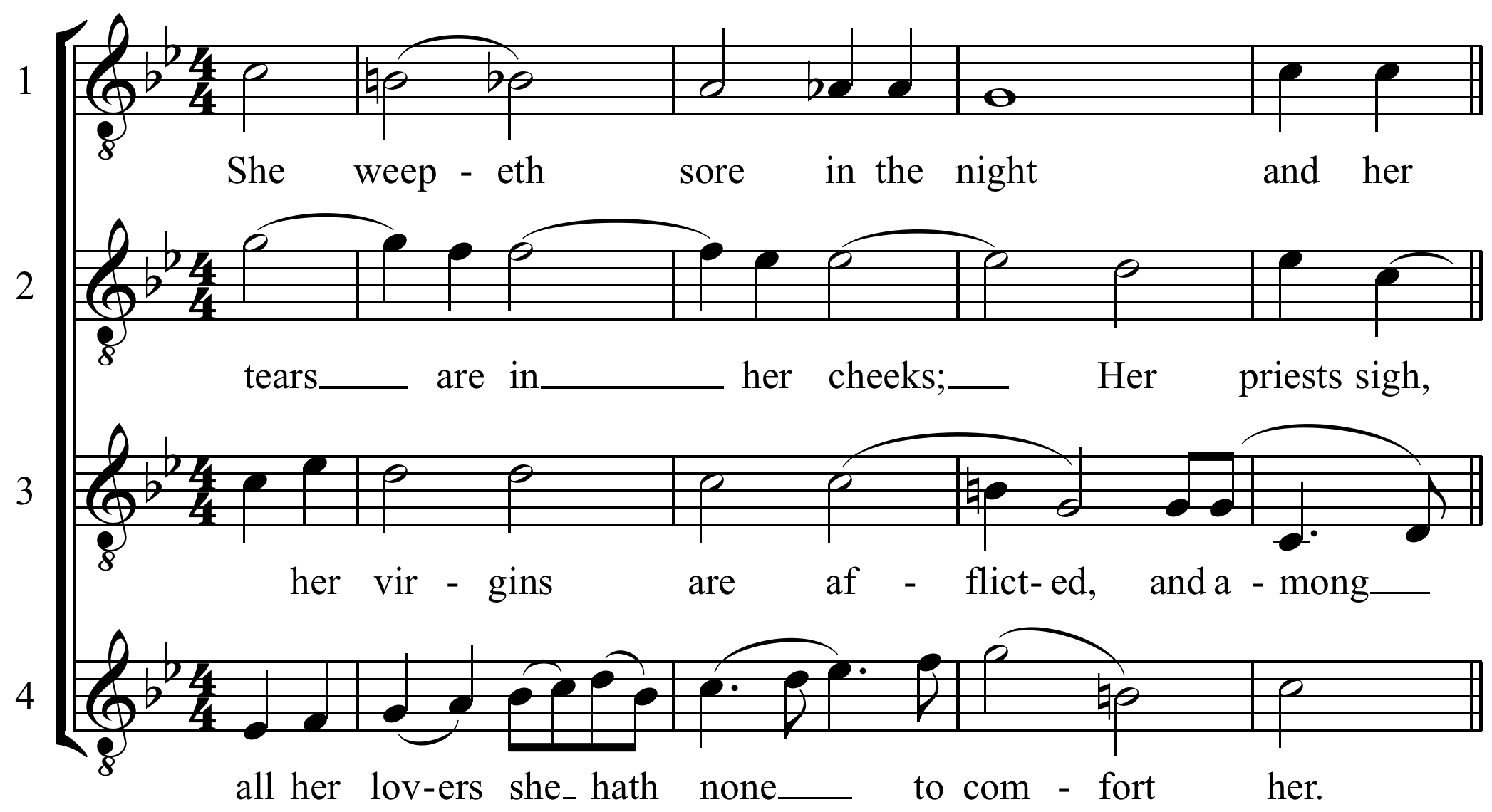
„She Weepeth Sore in the Night“, čtyřhlasová nahrávka

William Lawes (duben 1602 – 24. září 1645) byl anglický skladatel a hudebník.

## Život a kariéra
Lawes se narodil v Salisbury, Wiltshire, a byl pokřtěn 1. května 1602. Byl synem Thomase Lawese, faráře v Salisburské katedrále, a bratrem Henryho Lawese, který byl sám velice úspěšným skladatelem.
Jeho mecenáš, Edward Seymour, hrabě z Hertfordu, ho dal do učení ke skladateli Johnu Coprariovi, což pravděpodobně přivedlo Lawese do styku s Karlem, princem z Walesu, již v raném věku. William i jeho starší bratr Henry byli po nástupu Karla na trůn jakožto Karla I. jmenováni do dvora. William byl roku 1635 jmenován na místo „stálého hudebníka pro loutny a hlasy“, avšak hudbu pro královský dvůr skládal již před tím.
Lawes strávil celý svůj dospělý život v Karlových službách. Skládal světskou hudbu a skladby pro dvorní plesy (a nepochybně v nich také účinkoval), ale i duchovní chvalozpěvy a motety pro Karlovy soukromé mše. Dnes je nejvíce vzpomínán pro své překrásné violové suity pro soubor tří až šesti hráčů a svou hudbu pro lyrovou violu. Jeho užívání kontrapunktu a fugy společně s tendencemi ke skládání bizarních, dechberoucích námětů vedle těch duchovních způsobilo úpadek jeho tvorby v nemilost, a to na celá staletí po jeho smrti. Jeho díla byla zpřístupněna široké veřejnosti teprve nedávno.
Když Karlův spor s parlamentem vedl k vypuknutí občanské války, přidal se Lawes ke královské armádě a byl mu udělen post v královské gardě. To proto, aby byl udržen mimo nebezpečí. Navzdory tomu byl 24. září 1645 „omylem zastřelen“ poslancem parlamentu při ústupu královské armády v Rowton Heath, poblíž Chesteru. Ačkoliv král truchlil pro svého příbuzného Bernarda Stuarta (zabitého v témž boji), vyhlásil za Lawese speciální smutek, přičemž ho prý vyznamenal titulem „Otec hudby“. Autor jeho epitafu, Thomas Jordan, jej ukončil smutnou slovní hříčkou o skutečnosti, že Lawes zemřel v rukou těch, kteří popírali božská práva krále:
| „ | Will. Lawes was slain by such whose wills were laws. Will. Lawes byl zabit těmi, jejichž vůlí byly zákony. | “ |

Lawesovo tělo bylo ztraceno či zničeno a místo jeho hrobu není známo.

## Diskografie
- For ye violls: Consort setts in 5 & 6 parts

Fretwork & Paul Nicholson; Virgin Classics 91187-2; 1991
- Sonatas for violin, bass viol and organ

London Baroque; Harmonia Mundi HMA 1901493; 1994
- Fantasia Suites for two violins, bass viol and organ

The Purcell Quartet; Chandos CHAN0552, 1994
- Royall Consort Suites

The Purcell Quartet with Nigel North & Paul O'Dette; Chandos CHAN0584/5, 1995
- Consort Music for Viols, Lutes and Theorbos

the Rose Consort of Viols, Timothy Roberts, Jacob Heringman & David Miller; Naxos 8.550601; 1995
- Royall Consort Suites vol 1

The Greate Consort; Gaudeamus CD GAU146, 1995
- Concord is conquer'd: Consort setts for 5 & 6 viols. 4 Herrick songs. Pieces for lyra viol

Fretwork, Catherine Bott, Richard Boothby & Paul Nicholson; Virgin Classics 5451472; 1995
- Royall Consort Suites vol 2

The Greate Consort; CD GAU147, 1997
- The Royal Consort & lute songs

René Jacobs, Sigiswald Kuijken, Lucy van Dael, Wieland Kuijken, Toyohiko Satoh, Edward Witsenbug, Gustav Leonhardt; Sony Classical 1997
- Fantazia suites for violin, bass viol and organ

Music's Re-creation; Centaur CRC 2385; 1998
- Suites pour une et trois lyra-violes

Jonathan Dunford, Sylvia Abramowicz & Sylvia Moquet; Adès 465 607–2; 1998
- Consorts in four and five parts

Phantasm & Sarah Cunningham; Channel Classics CCS 15698; 2000
- Consorts in six parts

Phantasm, Susanne Braumann & Varpu Haavisto; Channel Classics CCS 17498; 2002
- Consort Sets in Five & Six Parts, Jordi Savall – Hespèrion XXI – Alia Vox 9823 A+B
- Consort sets in five & six parts,

Hespèrion XXI, Alia Vox AV9823A, AV9823B; 2002
- Knock'd on the head: William Lawes, music for viols

Concordia, Metronome MET CD 1045; 2002
- William Lawes: In loving memory. Musica Oscura 070972-2
- Harp Consorts

Maxine Eilander et Les Voix Humaines; ATMA Classique ACD22372; 2008
- The Royall Consorts

Les Voix Humaines; ATMA Classique ACD22373; 2012
- The Royal Consort

Phantasm & Laurence Dreyfus; Linn CKD470; 2015

## V populární kultuře
Ve filmu Jima Jarmusche z roku 2013 Přežijí jen milenci postava Adama obdrží kytaru značky Supro, kterou se rozhodne pojmenovat William Lawes na počest právě tohoto skladatele. Zároveň ho pak okomentuje slovy „… jen nějaký starý chlápek ze 17. století z Anglie, který psal vážně skvělou pohřební hudbu…“.
O Williamu Lawesovi se také hovoří v románu Quentina Canterela „The Jolly Coroner“ při porovnávání se skladatelem Carlem Gesualdem.